# Granfonte
La Granfonte è una fontana monumentale realizzata in stile rinascimentale-barocco sita a Leonforte, centro abitato della Sicilia centrale, negli Erei. In leonfortese è chiamata “a brivatura”.

## Notizie storiche
Fatta costruire dal principe Nicolò Placido Branciforti sui resti di un'antica fontana araba chiamata “Fonte di Tavi”, costituiva il luogo abituale di riunione della popolazione e, con le sue ventiquattro cannelle, anche l’abbeveratoio pubblico.
La sua acqua alimentava anche le numerose fontane dell’Orto Botanico. Sembra che il suo disegno architettonico richiami un’analoga fontana che si troverebbe ad Amsterdam, in Olanda. Più verosimilmente l’opera, attribuibile all’architetto palermitano M. Smiriglio, si rifà alle numerose creazioni di artisti fiamminghi allora molto diffuse in Sicilia.

## Descrizione
La fontana è di stile barocco; ha forma simmetrica e presenta una lunghezza di 24,60 metri, una profondità di 2,55 metri, 22 arcatelle aperte a tutto sesto che lasciano intravedere il paesaggio agreste sottostante.
Da 24 cannelle di bronzo ogni giorno, tranne il Venerdì Santo in segno di lutto per la morte del Cristo, sgorga ininterrottamente limpidissima acqua che si raccoglie nella sottostante vasca rettangolare. Il prospetto con tre alzate timpanate decorate con bassorilievi è raccordato ai lati con due volute. A ridosso della Granfonte, un canale delle acque di scolo della fontana assume la forma di lavatoio utilizzato a tale scopo fino alla metà del ‘900. Qui, entrando dalla attigua Porta Garibaldi, accorrevano le massaie che in tal modo avevano a disposizione acqua corrente in abbondanza, solidi “pilieri” di pietra e massi sui quali fare asciugare al sole gli indumenti.

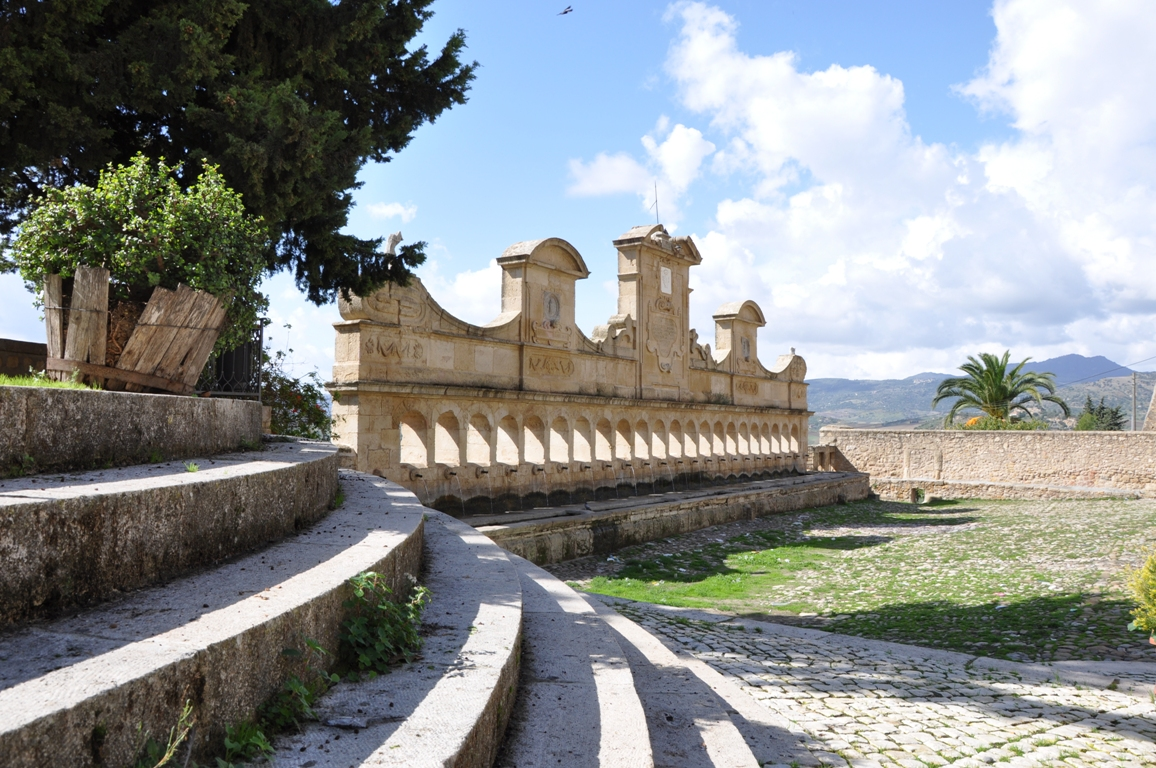
Granfonte,in leonfortese "Brivatura"

## Interventi
Nel 1910 furono messe in opera le lastre di pietra lavica lungo la vasca per dare la possibilità di attingere più facilmente l’acqua; nel 1983 è stato consolidato il prospetto posteriore; a intervalli non troppo lunghi vengono programmati interventi di manutenzione e pulizia.